# Verlorenhoek (Ieper)
Verlorenhoek is een gehucht in de Belgische stad Ieper. Het gehucht ligt meer dan drie kilometer ten oosten van het centrum van Ieper, langs de weg naar Zonnebeke (N332). Het ligt ruim anderhalve kilometer voorbij het gehucht Potyze, tegen de grens met de gemeente Zonnebeke. Meer dan een kilometer verder oostwaarts, op het grondgebied Zonnebeke, ligt het gehucht Frezenberg. In het oosten van Verlorenhoek loopt de snelweg A19. Meer dan een kilometer naar het noordwesten ligt het gehucht Wieltje.

## Geschiedenis
Het gehucht staat reeds aangeduid op de Ferrariskaart uit 1777 als "Verlooren Hoeck". Op de 19de-eeuwse Atlas der Buurtwegen staat het getekend als "Verlorenhoek".
Tijdens de Eerste Wereldoorlog lag de plaats aan het front en tot de Derde Slag om Ieper bevond zich vlakbij zelfs het niemandsland tussen de linies. De gehuchten Verlorenhoek en Frezenberg werden op 31 juli 1917 door de 15th (Scottish) Division veroverd.
In de jaren 1980 werd het landschap in het oosten van Verlorenhoek doorsneden door de nieuwe snelweg A19.

## Bezienswaardigheden
- Vlakbij ligt de Aeroplane Cemetery, een Britse militaire begraafplaats met meer dan 1000 gesneuvelden.
- Tussen de gehuchten Potyze en Verlorenhoek ligt de Franse militaire begraafplaats Saint-Charles de Potyze, met meer dan 4000 gesneuvelden.
- In het land tussen de gehuchten Potyze, Wieltje en Verlorengoed in staat de historische hoeve Oost-Bellegoed.

Deelgemeenten: Boezinge · Brielen · Dikkebus · Elverdinge · Hollebeke · Ieper · Sint-Jan · Vlamertinge · Voormezele · Zillebeke · Zuidschote

Overige plaatsen: Brandhoek · Lizerne · Pilkem · Potyze · Sint-Elooi · Verlorenhoek · Wieltje 

Belgische gemeenten · Arrondissement Ieper · West-Vlaanderen · Vlaanderen